# Amersfoort Untouchables
De Amersfoort Untouchables zijn een Americanfootballteam uit Amersfoort die uit komt in de Tweede divisie van de American Football Bond Nederland (AFBN).
De Amersfoort Untouchables spelen hun wedstrijden uitsluitend op zondagen.
Almere Flevo Phantoms · Alphen Eagles · Amersfoort Untouchables · Amsterdam Panthers · Delft Dragons · Den Haag Raiders · Groningen Giants · Lelystad Commanders · Nijmegen Pirates · Utrecht Dominators